# Anmitsu Hime
Anmitsu Hime (あんみつ姫, litt. « Princesse an-mitsu ») est un shōjo manga de Shōsuke Kuragane publié de mai 1949 à avril 1955 dans Shōjo (ja).
Anmitsu est une petite princesse optimiste qui vit diverses aventures avec ses amis. Cette série au graphisme simple a connu un grand succès dans le Japon en reconstruction du début des années 1950.
Anmitsu Hime a fait l'objet de plusieurs adaptations en films au cinéma et à la télévision, d'une série télévisée en 100 épisodes (1958-1960), et enfin d'un reboot en manga par Izumi Takemoto (en) publié parallèlement à une adaptation animée en 51 épisodes par le studio Pierrot (1986-1987).

## Manga
Le manga compte quatre volumes publiés entre 1949 et 1955. Un reboot en quatre volumes sort entre 1986 et 1987.

## Séries télévisées

### Série téléviséelive action(1958)
Une série télévisée live action voit le jour en 1958 sous le titre Anmitsu hime: Yōjutsu kurabe no maki et compte 100 épisodes.

### Série télévisée d'animation (1986)
La série télévisée d'animation de La Princesse Anmitsu a été diffusée sur Fuji TV du 5 octobre 1986 au 27 septembre 1987. Le fuseau horaire de diffusion est de 18:00 à 18:30 le dimanche. Elle compte 51 épisodes.
L'histoire raconte que Princesse Anmitsu court autour du château d'Amakara, pris dans la tourmente et l'aventure. Le décor de l'époque est une fusion de la dernière étape de la période Edo et de la dernière étape de la guerre froide (au moment de 1986). La série prend place à la fin de la période Edo, mais des produits tels que la NES qui étaient populaires au Japon à la fin de la guerre froide y font une apparition.

#### Fiche technique
- Réalisation : Masami Annō
- Composition de la série : Yoshio Urasawa
- Scénario : Yoshio Urasawa, Yoshiyuki Suga
- Conception de personnages : Kōji Nanke
- Musiques : Kan Ogasawara
- Directeur du son  : Fusanobu Fujiyama
- Directeur d'animation : Yoshiyuki Kishi
- Directeur artistique : Torao Arai
- Producteur : Yoshitaki Suzuki (Studio Pierrot), Ryūnosuke Endō (Fuji TV), Kyōtarō Kimura (Publicité Yomiuri)
- Planification : Kazuo Shimamura (Publicité Yomiuri)
- Bureau de la production : Ken Hagino

#### Doublage
- Princesse Anmitsu : Mami Koyama
- Awanodango no Kami : Takuzō Kamiyama
- Shibucha : Hisako Kyōda
- Hikozaemon Abekawa : Jōji Yanami
- Dame de la cour Ohagi : Reiko Suzuki
- Kaki no Tanesuke : Shigeru Chiba
- Amaguri no Suke : Yūko Mita
- Manjū : Yuriko Fuchizaki
- Shiomame : Sakurako Hoshino
- Sembei : Tesshō Genda
- Gen'ai Hiraga : Kei Tomiyama
- Narrateur : Tomoko Ōno

#### Chanson du thème
- Chanson thème d'ouverture : L'Amour est une question (恋はくえすちょん?)

Chanteuse : Onyanko Club / Paroles : Yasushi Akimoto / Composé par : Akira Mitake / Arrangé par : Akira Mitake
- Chanson thème de fin : Grande stratégie Anmitsu (あんみつ大作戦?)

Chanteuse : Onyanko Club / Paroles : Yasushi Akimoto / Composé par : Hiro Nagasawa / Arrangé par : Etsuko Yamakawa
Le chanteuse de la chanson thème de "la Princesse Anmitsu" est le Onyanko Club, et ils ont une personnalité joyeuse et vivante, et étaient populaires auprès des garçons et des filles en 1986.
Parmi les chansons du Onyanko Club, ce "la Princesse Anmitsu" est le seul exemple dans lequel le corps principal du Onyanko Club est le chanteur de la chanson thème des animes, et non le groupe dérivé (exemple: Ushiroyubi Sasaregumi).

## Filmslive action

### Cinéma
- 1954 : Anmitsu Hime: Amakara no shiro maki (あんみつ姫・甘辛城の巻), réalisé par Shigeo Nakagi
- 1954 : Anmitsu hime: Yōjutsu kurabe no maki (あんみつ姫 妖術競べの巻) de Shigeo Nakagi
- 1960 : Warrior Training of Anmitsu Hime (あんみつ姫の武者修行), réalisé par Tatsuho Osone

### Télévision
- 1983 : 1er téléfilm, réalisé par Akihiro Oguro
- 1983 : 2ème téléfilm, réalisé par Akihiro Oguro
- 1984 : 3ème téléfilm, réalisé par Shuji Sugimura
- 2008 : Anmitsu Hime, réalisé par Masaki Nishiura
- 2009 : Anmitsu Hime 2, réalisé par Masaki Nishiura